# Сиксма, Марк
Mark Sixma — (род. 25 февраля 1983) — нидерландский музыкант, продюсер и диджей. Сотрудничает с Armin van Buuren, группой W&W и певцом Faruk Sabanci.

## Биография
Mark Sixma стал создавать музыку в жанре транс с Def Tactical, выпустив «Project 6 E.P» на Five AM Records. Также он выпустил релиз с названием «Destinatoin 6» и получил статус «Tune of the Week» на радио Армина Ван Бюрена. Его сингл «Fade 2 Black» был записан на лейбле Armada Music. Бюрен слушал треки Sixma в своей компании A State Of Trance. Армин выбрал один из синглов Mark'a для Wii. В 2013 году Sixma выпустил сингл «Requiem» на лейбле Mainstage Music совместно с группой W&W, сингл стоял на вершине чарта Beatport. Он также создал ремикс на песню «Adagio for Strings», в процессе участвовали некоторые известные диджеи как Маркус Шульц, Эндрю Райел и группа Cosmic Gate. Он гастролировал по всему миру в месте с Ферри Корстеном, Армином Ван Бюреном, с которыми выступил на фестивале Ultra Music.

## Дискография

### Синглы
2007
- «Destination 6»
- «Invictus» (with Def Tactical)

2008
- «Fade 2 Black»
- «Visionary»
- «Amazon Dawn / The And Back Again»

2009
- «Piranha» (with Re:Locate)
- «Into The Unkown / Byte Me»
- «Interplay» (with B.E.N)
- «Origin» (with Willem van Hanegem)
- «Paradise Lost / Opus Sectrum»
- «Terminal 69» (with Willem van Hanegen)
- «Deep Inside»
- «Silverback / Ultimatum»

2010
- «Hiden Light» (with Klauss Goulart)
- «The Flow»
- «Walking Away» (featuring. Dee-On)
- «Forsaken»
- «The Rising / Obscura» (with Willem van Hanegen)
- «Genesis / Inferno» (with Klauss Goulart featuring. Outono Em Marte)
- «Days Of Wonder»

2011
- «Unspoken / Forgotten Shores»
- «Twist» (with W&W)
- «Fair & Sqare»
- «Arrivals»

2012
- «Cupid’s Casuality» (featuring. Amba Shepherd)
- «Starbust» (with Faruk Sabinci)
- «Perlas» (with Fisherman & Hawkins)

2013
- «Requiem»
- «Rio» (with Klauss Goulart)
- «Tripod» (with Faruk Sabinci)
- «Character»
- «Refused» (with Jerome Isma-Ae)

2014
- «The Saga» (with Chris S
- «Shadow» (W&W edit)
- «Adagio For Strings»
- «Rise Up» (with Kill The Buzz)

2015
- «Vendetta»
- «Panta Rhie» (with Armin van Buuren)
- «Stellar»
- «Connected» (with Audyon)
- «Restless Hearts» (featuring. Emma Hewitt)
- «Cgased» (with Andrew Rayel)

2016
- «Cupid’s Casyalty» (with Futuristic Polar Bears featuring. Amba Shepherd)
- «Way to Happyness» (feturing. Jonathan Mendelsohn)
- «Fuego»
- «Omega»
- «Rebirth» (Mark Sixma & Standereick)

2017
- «Invincible» (featuring. Betsie Larkin)